# 날아라 슛돌이 - 뉴 비기닝
《날아라 슛돌이 - 뉴 비기닝》는 KBS 2TV에서 2020년 1월 7일부터 2020년 7월 13일까지 방송된 축구 전문 예능 프로그램이다.

## 방송 시간
| 방송 채널 | 방송 기간                         | 방송 시간                  | 비고      |
| --------- | --------------------------------- | -------------------------- | --------- |
| KBS 2TV   | 2020년 1월 7일 ~ 2020년 6월 23일  | 매주 화요일 밤 8:55 ~ 9:55 | 독립 편성 |
| KBS 2TV   | 2020년 6월 29일 ~ 2020년 7월 13일 | 매주 월요일 밤 8:30 ~ 9:25 | 독립 편성 |

## 출연자
- 김종국 : 코치 (임시)
- 양세찬 : 코치 (임시)
- 이병진 : 캐스터
- 박문성 : 해설위원
- 이영표 : 전담 감독

스페셜 감독
- 이동국
- 박주호
- 김재환
- 알베르토 몬디
- 안정환

일일 코치
- 김소혜
- 알베르토 몬디

출연아동
- 김지원
- 이정원
- 전하겸
- 박서진
- 이우종
- 성현석
- 이경주(현 하키 선수)

## 강원도 선수
- 이정원, 전하겸, 이경주, 이우종 (태백)
- 변지훈, 성현석, 김지원, 박서진 (동해, 삼척)

## 경기 결과
| 회차    | 구분     | 상대팀           | 장소            | 경기결과                         |
| ------- | -------- | ---------------- | --------------- | -------------------------------- |
| 1회~2회 | 친선경기 | 춘천 스포츠 클럽 | 태백 고원체육관 | FC 슛돌이 5 : 1 춘천 스포츠 클럽 |

## 참고 사항
- 지난 2006년에 방영한 날아라 슛돌이 1기에서 감독을 맡았던 김종국이 출연했다.
- 첫 방송하기 바로 전 주인 12월 29일 12분짜리 <킥오프>편을 방영 했으며, 1기 김태훈, 2기 이태석, 3기 이강인의 근황이 공개되었다.[1]
- 선수들은 강원도 남동부 지역 (태백, 동해, 삼척, 정선, 영월)으로 한정해서 뽑았다.

## 결방 및 편성 변경 안내
2020년
- 3월 24일 ~ 5월 5일, 6월 2일: 코로나19로 인한 촬영 중단으로 인해서 본방송이 중단되었다가 2020년 5월 12일 재개되었으나 2020년 6월 2일부터 본방송을 재중단했다.
- 6월 16일: KBS 스포츠 2020년 KBO 리그 NC 다이노스 VS KIA 타이거즈 중계방송으로 인한 결방.

## 시청률
| 회차 | 방송 일자       | 닐슨 전국 시청률 |
| ---- | --------------- | ---------------- |
| 1회  | 2020년 1월 7일  | 3.4%             |
| 2회  | 2020년 1월 14일 | 2.5%             |
| 3회  | 2020년 1월 21일 | 2.9%             |
| 4회  | 2020년 1월 28일 | 2.5%             |
| 5회  | 2020년 2월 4일  | 2.1%             |
| 6회  | 2020년 2월 11일 | 2.5%             |
| 7회  | 2020년 2월 18일 | 2.2%             |
| 8회  | 2020년 2월 25일 | 2.2%             |
| 9회  | 2020년 3월 3일  | 2.7%             |
| 10회 | 2020년 3월 10일 | 2.8%             |
| 11회 | 2020년 3월 17일 | 2.9%             |
| 12회 | 2020년 5월 12일 | 2.2%             |
| 13회 | 2020년 5월 19일 | 2.5%             |
| 14회 | 2020년 5월 26일 | 2.3%             |
| 15회 | 2020년 6월 9일  | 1.9%             |
| 16회 | 2020년 6월 23일 | 1.9%             |
| 17회 | 2020년 6월 29일 | 2.2%             |
| 18회 | 2020년 7월 6일  | 2.4%             |
| 19회 | 2020년 7월 13일 | 2.1%             |

## 같이 보기
관련 항목
- 축구

방송 프로그램
- 날아라 슛돌이 (KBS 2TV)
- 골 때리는 그녀들 (SBS TV)